# Кері Байрон
Кері Елізабет Байрон Юріх (англ. Kari Elizabeth Byron Urich, нар. 18 грудня 1974) — американська художниця, скульпторка й телеведуча програми «Руйнівники міфів» (англ. MythBusters).

## Біографія
Народилася 18 грудня 1974 року у Санта-Кларі, Каліфорнія. 
Протягом 2004—2014 років була співведучою телепрограми «Руйнівники міфів».